# Michel Pinault (historien)
Pour les articles homonymes, voir Michel Pinault.
Michel Pinault, né en 1951, est un historien contemporanéiste, spécialiste d'histoire des sciences, des milieux et des intellectuels scientifiques, des rapports entre science et politique. Il est le biographe de Frédéric Joliot-Curie, d'Émile Borel, de Noël Bernard, de Gustave Flourens et d'Auguste Prenant.

## Biographie

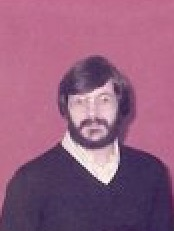
1983-1984.

Fils de Georges Pinault, né à Bezons (Seine-et-Oise), ajusteur, et de Thérèse (Maria Teresa) Morales Garcia, née à La Felguera (Asturies), secrétaire (sténo-dactylographe). Après des études au lycée classique et moderne d'Argenteuil (Val d'Oise), inscrit en septembre 1969 à l'université de Paris X-Nanterre, il obtient une licence de géographie en 1972.
Après la réussite au concours du Capes (1975), il exerce comme professeur dans différents collèges et lycées : à Condé-sur-Escaut en 1976, à Sannois en 1976, à Gonesse de 1977 à 1985, à Enghien de 1985 à 1991, période pendant laquelle il obtient l'agrégation d'histoire (1988) en suivant les cours de la Sorbonne, puis à Herblay de 1991 à 2004. À la suite de deux années passées au CNRS, il termine sa carrière d'enseignant au lycée Albert-Camus à Bois-Colombes. En 1989, il entame ses recherches sur l'histoire sociale et intellectuelle du physicien Frédéric Joliot-Curie. Ensuite, il se consacre à l'étude des milieux scientifiques, des politiques scientifiques, de l'engagement des scientifiques, du 19e au 20e siècles.

### Parcours et titres
Agrégé d'histoire (1988), docteur (Université Paris&-Sorbonne, 1999), auteur de nombreuses publications, Michel Pinault est resté, pour l'essentiel, professeur dans l'enseignement secondaire.
- 1988 : professeur agrégé d'histoire.
- 1999 : docteur en histoire avec une thèse intitulée : Frédéric Joliot, la science et la société, Un itinéraire de la physique nucléaire à la politique nucléaire (1900-1958), dir. Antoine Prost.
- 2004-2006 : détaché au CNRS.
- 2005-2008: secrétaire de la revue Histoire et Sociétés, revue européenne d'histoire sociale
- 2006-2013 : chercheur associé au Centre Alexandre Koyré d’histoire des sciences et des techniques (EHESS-CNRS-Muséum).

## Publications

### Ouvrages
- 2000 : Frédéric Joliot-Curie, éd. Odile Jacob, 712 p.
- 2005 : Doisneau chez les Joliot-Curie - Un photographe au pays des physiciens, Romain Pages éditions, Sommières.
- 2006 : La science au Parlement - Les débuts d'une politique des recherches scientifiques, CNRS-éditions.
- 2015 : Maurice Barrès et « la grande pitié des laboratoires de France » - Discours parlementaires pour une politique des recherches scientifiques en France, 1919-1923, L'Harmattan.
- 2017 : Émile Borel, une carrière intellectuelle sous la 3e République, L'Harmattan, 635 p.
- 2021 : Noël Bernard (1874-1911), du maître des orchidées au pionnier de la symbiose, L'Harmattan, 464 p.
- 2023 : Gustave Flourens, un intellectuel révolutionnaire, du Second Empire à la Commune de 1871 (1838-1871), L'Harmattan, 530 p.
- 2025 : Auguste Prenant (1861-1927), itinéraires d'engagement d'un médecin d'avant-garde, L'Harmattan, 192 p.

### Chapitres d'ouvrages

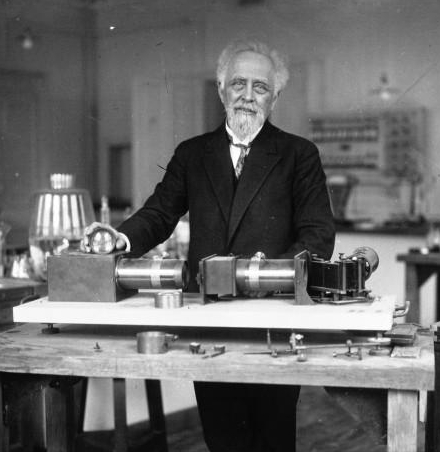
Jean Perrin (1927), sous-secrétaire d'État à la recherche dans le gouvernement Léon Blum en 1936.

- « Du rôle de l’émergence d’une identité et d’un mouvement de "chercheurs" dans la naissance d’une profession, "la Recherche" », dans Daniel Dufourt et Jacques Michel, La Vie politique de la science, L’Interdisciplinaire, 2008, p. 201-219.
- « Naissance et du développement du SNCS-FEN : le syndicalisme comme reflet et agent de la professionnalisation des "chercheurs scientifiques"», dans Laurent Frajerman et al. (dir), La Fédération de l’Éducation Nationale (1928-1992), Histoire et archives en débat, Presses Universitaires du Septentrion, 2010, p. 59-69.
- Diverses notices de scientifiques militants dans les derniers volumes parus du Dictionnaire biographique du mouvement ouvrier français (période 1940-1968), éd. de l’Atelier.
- « Les scientifiques et le Front populaire », dans Xavier Vigna, Jean Vigreux et Serge Wolikow, Le pain, la paix, la liberté, Expériences et territoires du Front populaire, Éditions sociales, 2006, p. 173-194.
- « Experts et/ou engagés ? Les scientifiques entre guerre et paix, de l’Unesco à Pugwash », dans Jean-François Sirinelli et Georges-Henri Soutou, Culture et guerre froide, Presses Universitaires Paris-Sorbonne, 2008, p. 235-249.
- « De l’Association des travailleurs scientifiques au Syndicat national des chercheurs scientifiques, l’émergence d’un syndicalisme de chercheurs (1944-56) », dans Danielle Tartakowsky et Françoise Tétard (dir.), Syndicats et associations. Concurrence ou complémentarité ? Presses Universitaires de Rennes, 2006, p. 77-86.
- « Aux débuts de la Big Science. La création et l’essor des laboratoires des Joliot-Curie », dans M. Pinault (dir.), Robert Doisneau chez les Joliot-Curie - Un photographe au pays des physiciens, CNAM / Romain Pages, Sommières, 2005, p. 12-26.
- « Les scientifiques, l’atome, la guerre et la paix », dans P. Causarano et d’autres (dir.), Le XXe siècle des guerres, éd. de l’Atelier, 2004, p. 380-396.
- « L’intellectuel scientifique : du savant à l’expert », dans Michel Leymarie et Jean-François Sirinelli (dir.), L’Histoire des intellectuels aujourd’hui, Paris, PUF, 2003, p. 229-254.
- « Le Conseil Mondial de la Paix dans la Guerre froide », dans Jean Vigreux et Serge Wolikow (dir.), Cultures communistes au vingtième siècle, Entre guerre et modernité, La Dispute, 2003, p. 143-156.
- « Quelques réflexions sur la place des scientifiques au sein du PCF dans l'après-guerre », dans Claude Pennetier, Marges et replis, frontières, cas limites dans la gauche française, Paris, CHS XXe siècle, 2002, p. 59-65.
- Notice de présentation des Actes du colloque « Actualité de Frédéric Joliot-Curie » et deux communications sur « Responsabilité scientifique et engagement » et sur « L'organisation de la recherche : Frédéric Joliot, le CNRS et le CEA », dans Monique Bordry et Pierre Radvanyi, Œuvre et engagement de Frédéric Joliot-Curie, EDP Sciences, Les Ulis, 2001, p. XIII-XV, 144-146 et 173-183.
- « Le Chercheur », dans Jean-Pierre Rioux et Jean-François Sirinelli (dir.), La France d'un siècle à l'autre, 1914-2000, Dictionnaire critique, Hachette-Littératures, 1999, p. 582-587.
- « Frédéric Joliot, disciple et héritier de Paul Langevin », Épistémologiques, vol. 2, n° 1-2/2002, p. 189-204, actes du colloque Paul Langevin, organisé à l’ESPCI par le CRHPS - Paris X Nanterre, REHSEIS/CNRS et Paris VI-Denis Diderot, juin 1997.
- « Pierre Biquard », « Francis Perrin », Deux notices biographiques dans M. Cordillot, C. Pennetier et J. Risacher (dir.), « Notices nouvelles, 1789-1939 », vol. 44 du Dictionnaire biographique du mouvement ouvrier français, éditions de l'Atelier, Paris, 1997.
- « Frédéric Joliot-Curie », « Irène Joliot-Curie », Deux notices biographiques dans J. Julliard et M. Winock (dir.), Dictionnaire des intellectuels français, Seuil, 1996.

### Articles

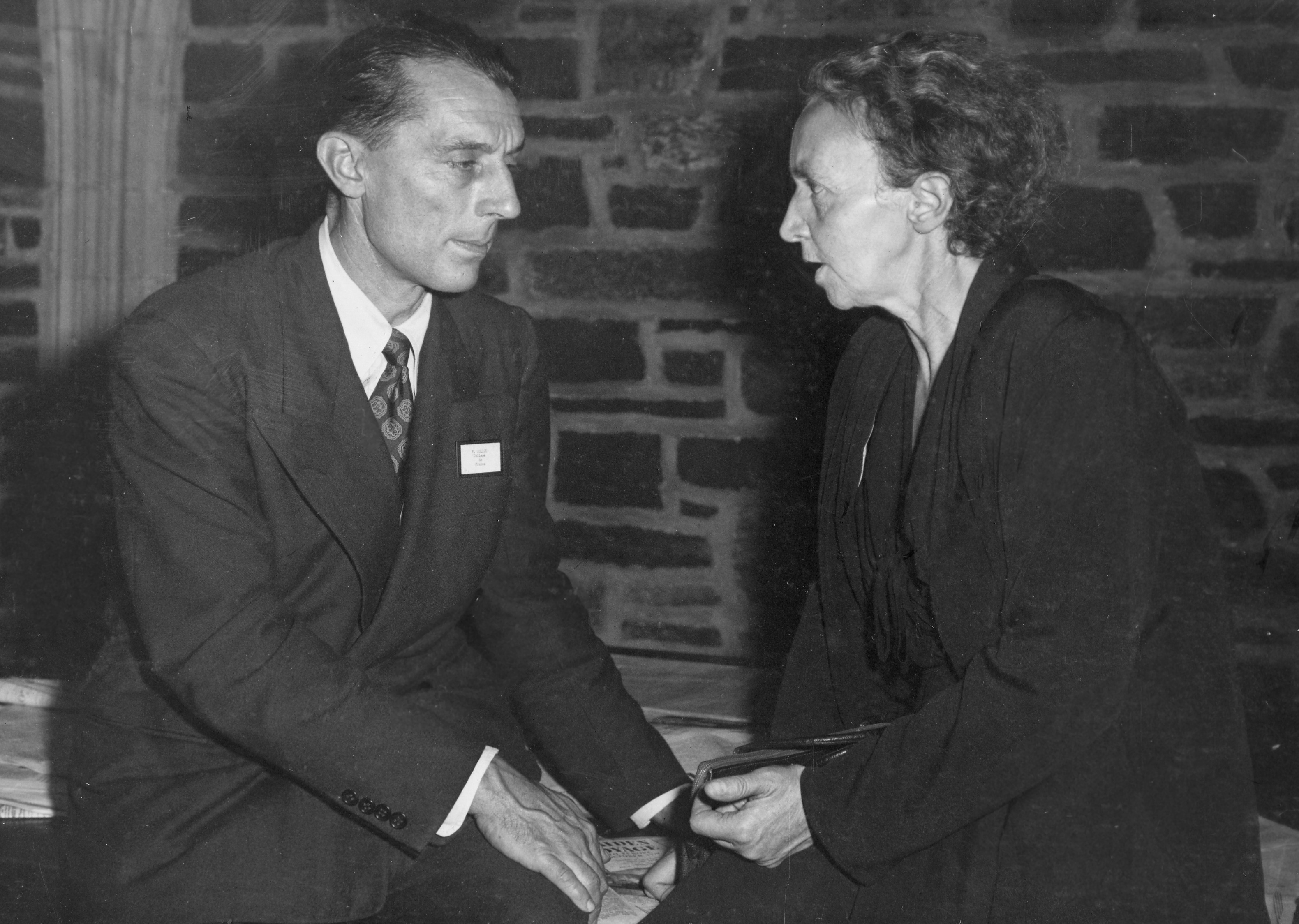
Les Joliot-Curie.

- « GUMS 1948-1955, une association dans l'air du temps », série d'articles sur le Groupe universitaire de montagne et de ski, dans la revue Le Crampon, octobre 2008. lire en ligne
- « Portrait de groupe d’universitaires parisiens en leur villégiature bretonne : L’Arcouest dans la première moitié du XXe siècle », Histoire et Société, Revue européenne d’histoire sociale, no 25-26, avril 2008, p. 136-157.
- « Marie Curie et l’engagement des intellectuels », Clio, Histoire, Femmes et Sociétés, 24, décembre 2006, p. 211-229.
- « Les atomistes américains en campagne – La médiatisation du péril atomique dans l’immédiat après-guerre aux États-Unis (1945-46) », Le Temps des Médias, no 4, printemps 2005, p. 101-113.
- « Les usages politiques de la notoriété scientifique », Histoire et Sociétés, revue d’histoire sociale européenne, no 4, 4e trimestre 2002, p. 98-115.
- « La Réaction en chaîne, de la compétition au secret, les modifications de la communauté scientifique qui en découlent (1939-1940) », dans André Guillerme (dir.), « De la diffusion des sciences à l'espionnage scientifique et industriel, XVe – XXe siècles », Cahiers d'histoire et de philosophie des sciences, no 47-1999, ENS, Paris, p. 265-288.
- “The Joliot-Curies : Science, Politics, Networks”, dans History and Technology, 1997, vol. 13, n° spécial, Soraya Boudia and Xavier Roqué (Guests Editors), “Science, Medicine and Industry”, p. 307-324.
- « Naissance d'un dessein : Frédéric Joliot et le nucléaire français (août 1944 - septembre 1945) », Revue d'histoire des sciences, 1997, 50 / 1-2, p. 3-47.
- « Frédéric Joliot, les Allemands et l'Université, aux premiers mois de l'Occupation », Vingtième siècle, revue d'histoire, avril-juin 1996, , p. 67-88.